# Punitivismo
Punitivismo ou populismo penal é uma forma de governança em que os legisladores escolhem as penalidades criminais por sua popularidade entre os eleitores, e não por sua eficácia para lidar com o crime e os problemas sociais. A frase foi cunhada em 1993 por Anthony Bottoms, quando a classificou como uma das quatro principais influências na justiça criminal contemporânea. Tem sido teorizado que a ascensão do populismo penal trouxe um aumento na repressão das leis criminais de várias nações, incluindo a do Reino Unido, Canadá sob o primeiro-ministro Stephen Harper e os Estados Unidos durante a guerra às drogas.
Está relacionado ao conceito de direito penal do inimigo, o qual postula um uso máximo de forças do Estado e suspensão de garantias penais, contra os cidadãos considerados "inimigos" da sociedade. O punitivismo está em oposição ao conceito de garantismo penal, o qual busca uma necessária racionalização do direito penal e das punições.